# Xylocopa caffra
Xylocopa caffra là một loài Hymenoptera trong họ Apidae. Loài này được Linnaeus mô tả khoa học năm 1767.

## Hình ảnh

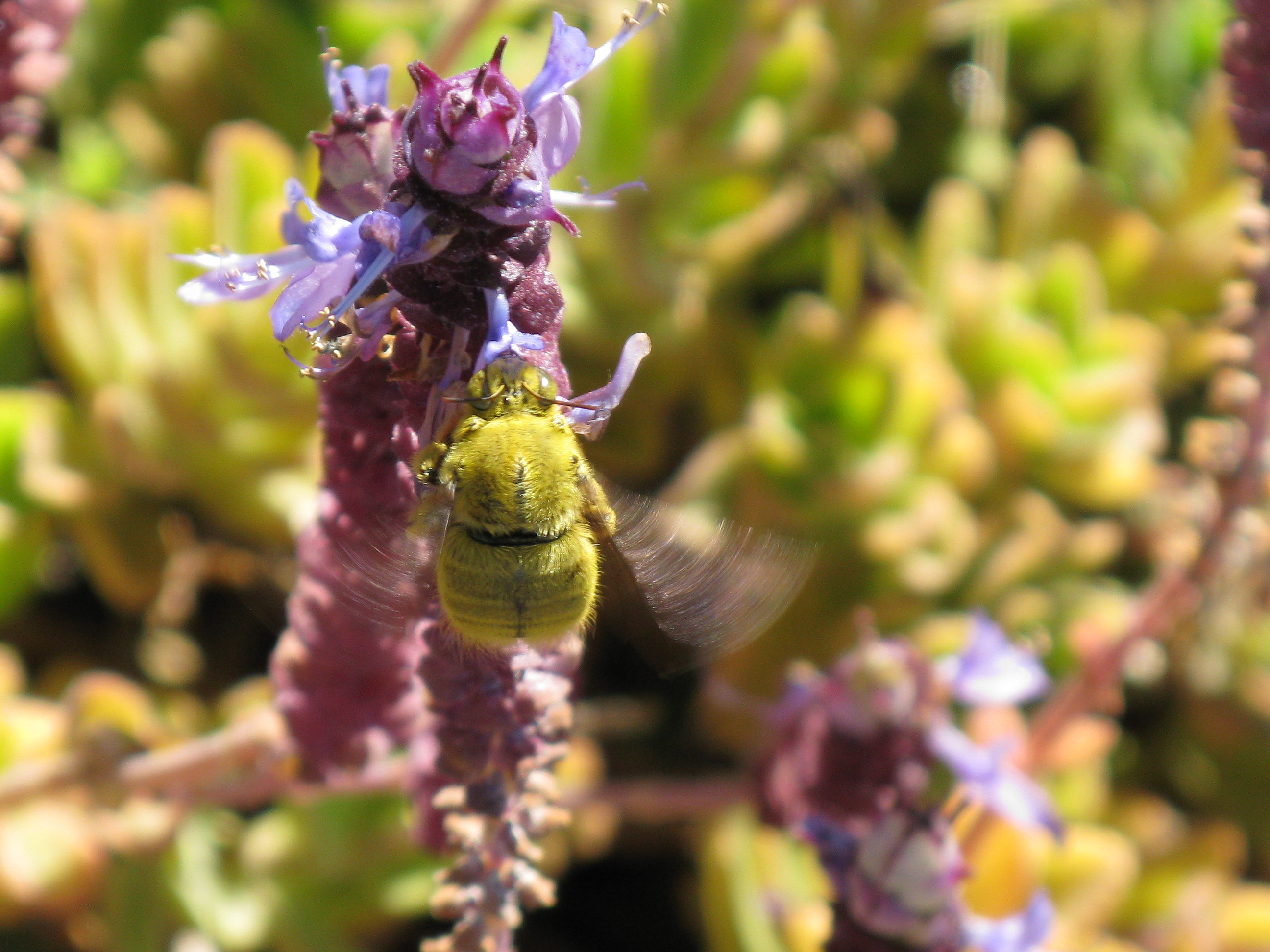
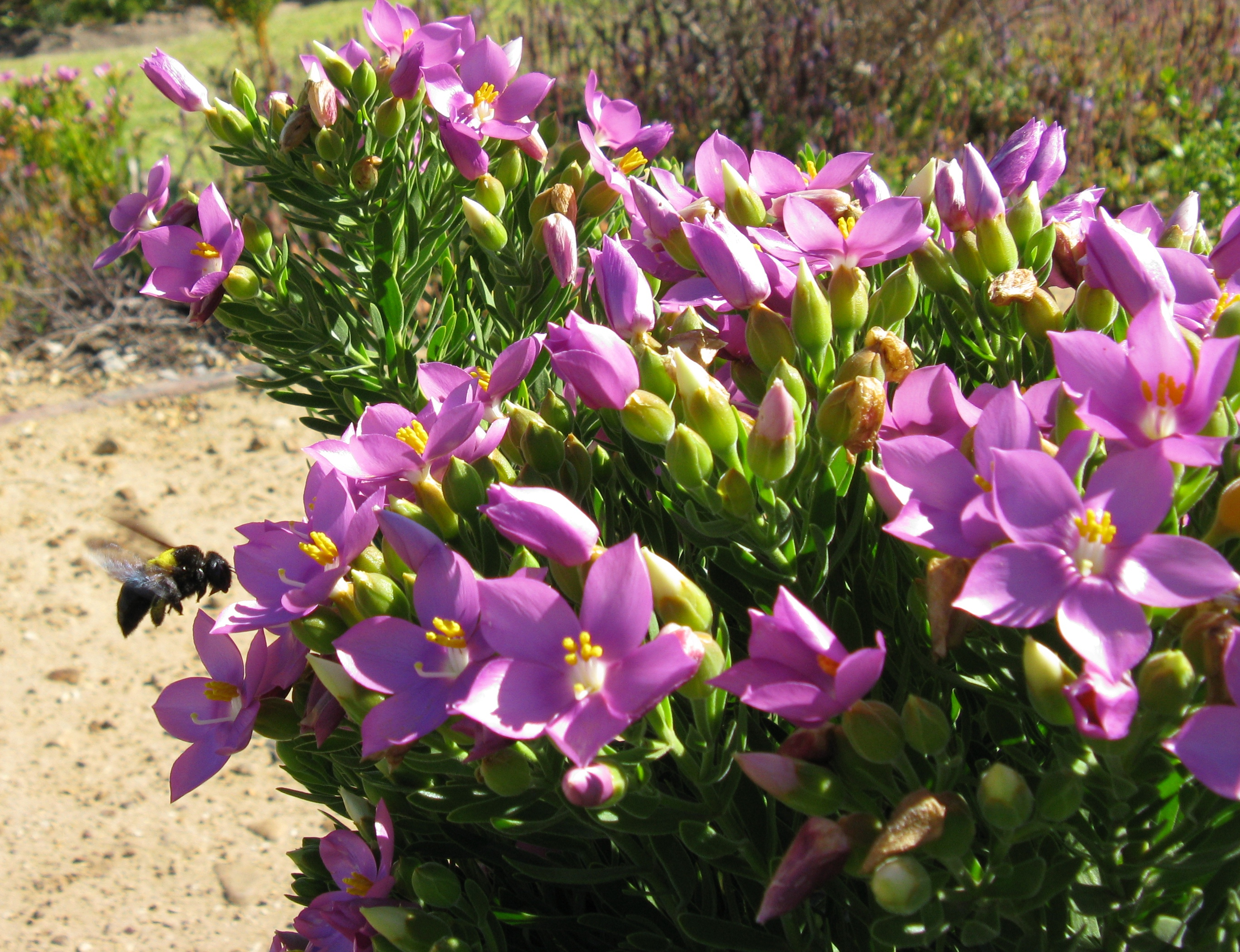
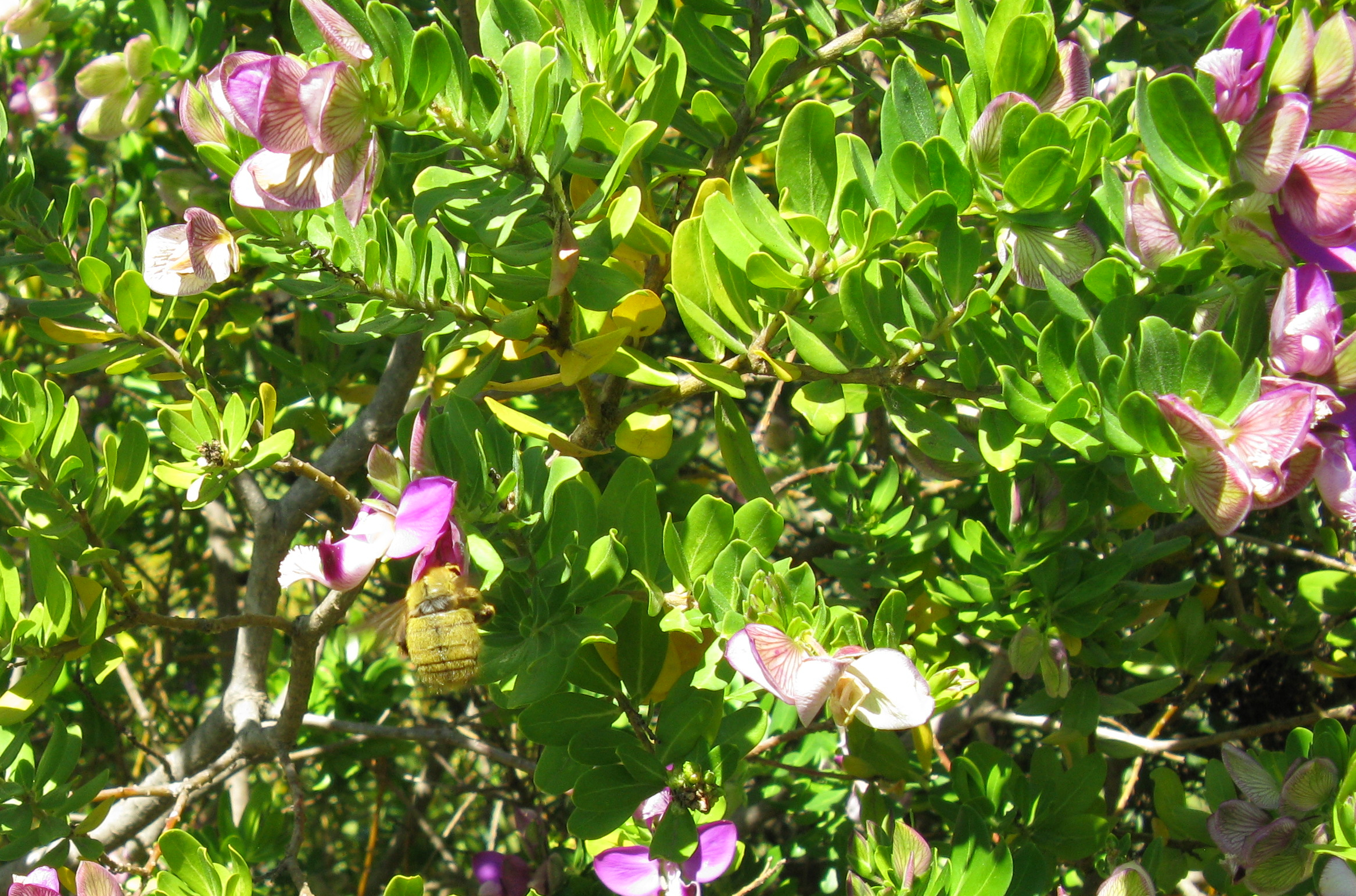
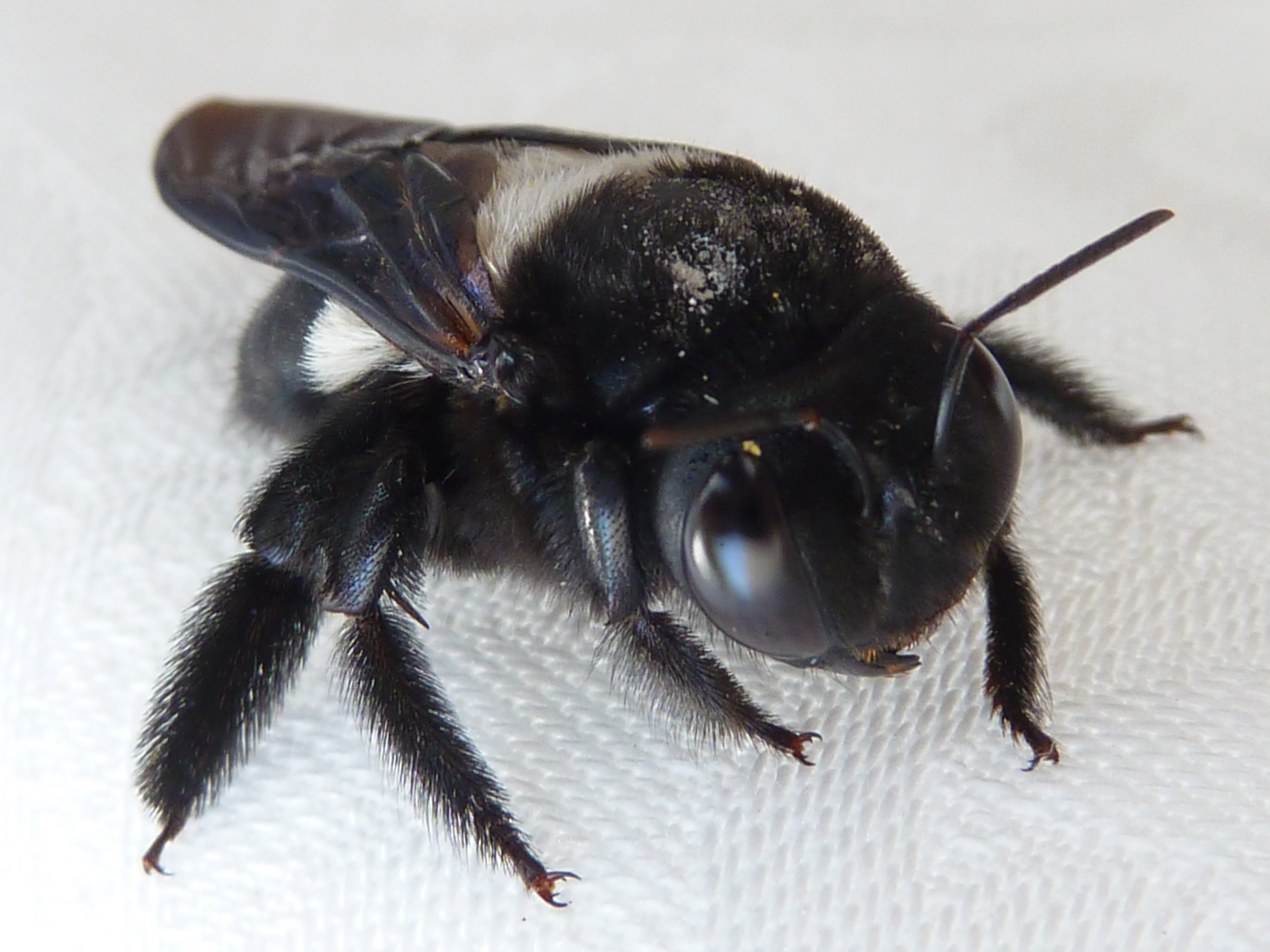